# اسلام: آنچه غرب باید بداند
اسلام: آنچه غرب باید بداند (به انگلیسی: Islam: What the West Needs to Know) نام فیلمی مستند است. این فیلم به تز ریشه‌های خشونت در اسلام می‌پردازد.
این فیلم نخست در جشنواره رنسانس فیلم آمریکا (American Film Renaissance Festival) در سال ۲۰۰۶ به نمایش در آمد.

## تز اصلی فیلم
فیلم در ۶ بخش متفاوت نتیجه‌گیری می‌کند که اسلام ذاتاً یک مکتب خشونت پرور است که هدف آن اشاعه مکتب خویش بر سرتاسر جهان ولو با جنگ طلبی و خونریزی است. از دید رابرت اسپنسر، «این که فکر کنیم تنش‌هایی که اسلام امروز درگیر آن است بخاطر مسایلی چون وجود اسراییل و اشغال عراق و غیره هستند تفکری بسیار ساده لوحانه است، چرا که در واقع ریشه این تنش‌ها از قرن نخست هجری تا کنون در جریان بوده است و چه بسا اگر اشغال امروزی عراق و جنگ اعراب و اسراییل نبودند باز همین وضع در منطقه حاکم می‌بود.» سرگی تریفکویچ نیز مدعی می‌شود که «تقریباً هر نزاع بزرگی را که در نقشه کره زمین امروزه سراغ بگیریم، از سودان گرفته تا فیلیپین، اسلام بگونه‌ای در آن حضور دارد. اگر درگیریهایی که اسلام در آنها حضور دارد را از روی نقشه کره زمین حذف کنیم، تقریباً نزاعی اصلاً در جهان نمی‌ماند.».
نهایتاً فیلم تلاش برای اعلان خطر به غرب را دارد و توسط صاحبنظران میهمان خود هشدار می‌دهد که «مسلمانان فقط وقتی سخن از صلح می‌زنند که در اقلیت باشند. تاریخ ثابت کرده که وقتی در اکثریت قرار گیرند دست به شمشیر می‌شوند و به زور، شریعت اسلام را در جامعه پیاده می‌کنند و صلح برایشان بی معنی می‌شود. چرا که پیام لااله الا الله یک پیام تمامیت خواه است و در ذات آن مصالحه وجود ندارد. نیست خدایی مگر خدای من، الله. از دیدگاه این مکتب سیاسی که اسلام نام دارد، جهان به دو قسم است: یا دارالاسلام است، یا دارالحرب.»
۶ بخش فیلم عبارتند از:

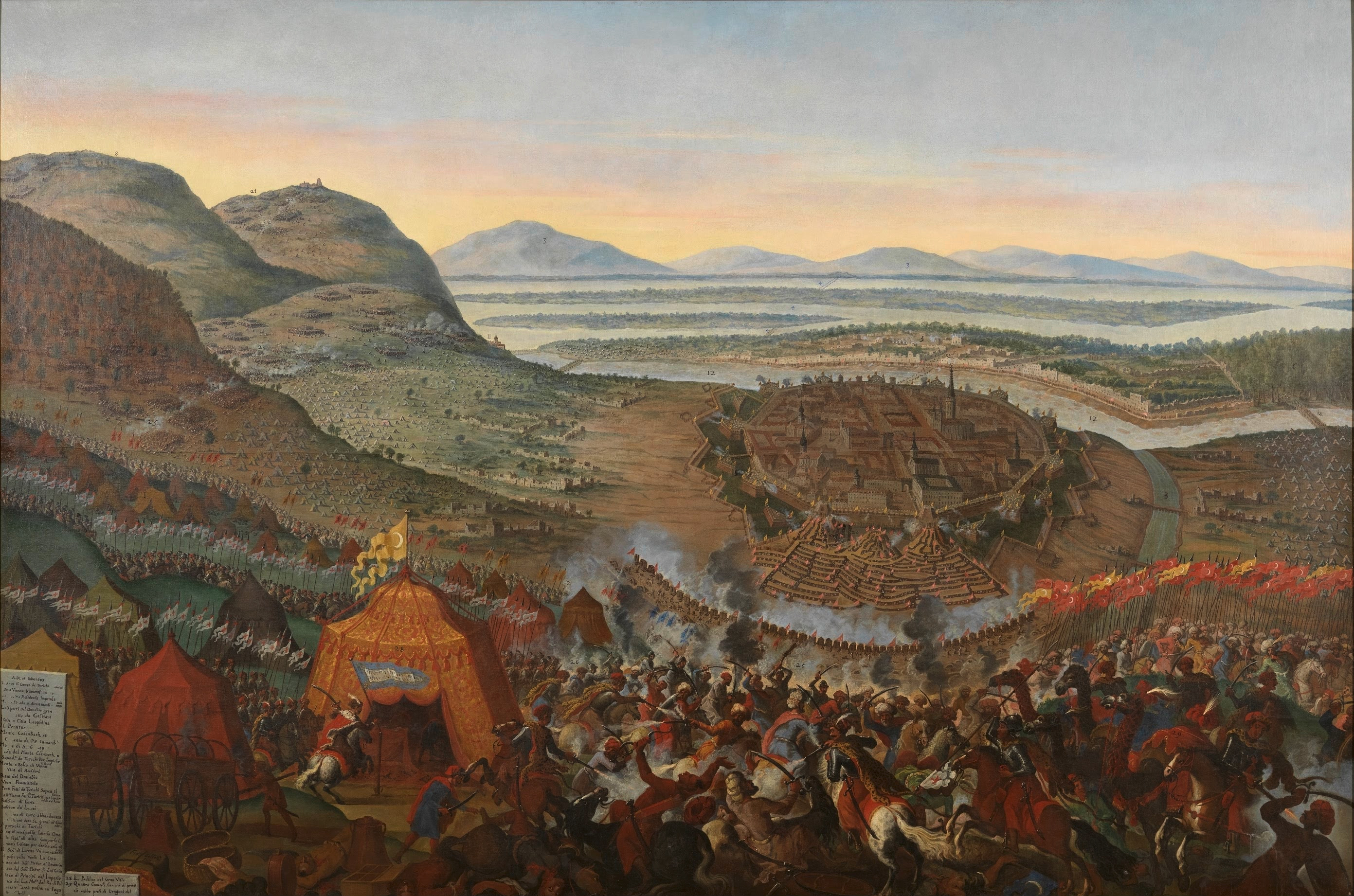
تصویری از قسمتی از فیلم که این پرسش را مطرح می‌کند که چرا واقعه ۱۱ سپتامبر ۲۰۰۱ با ۱۱ سپتامبر ۱۶۸۳ مقارن بود؟ آیا تصادفی بود یا یک پیام سیاسی به غرب؟ در ۱۱ سپتامبر ۱۶۸۳، ارتش مسلمان امپراتوری عثمانی نبردی سهمگین برای فتح شهر وین و گسترانیدن پرچم اسلام در اروپا را آغاز کرد.

- «لااله الا الله»: اینکه قرآن و سنت رسول الله مجوز و مشوق استفاده از خشونت در برابر دیگر ادیان و ملل می‌باشد.
- «جهاد»: جنگ در راه خدا برای بسط امت اسلام
- «فتوحات اسلامی»: چگونه اسلام پرچم خود را بر سر دیگر ملل و ادیان (یهودیان، مسیحیان، زرتشتیان، شبه قاره هند و غیره) گسترانید
- «دروغ و جنگ»: تقیه و نقش آن در حفظ موقعیت اسلام
- «اسلام فقط یک دین نیست»: چگونه احکام و شریعت اسلام منتهی به تمامیت‌خواهی و دیکتاتوریسم می‌شود.
- «دارالحرب»: بحث در مورد احکام الهی که به مسلمانان ساکن غرب دستور ساقط کردن نظامهای سکولار را می‌دهد.

در انتهای فیلم، مفتی مسجد عبدالقادر گیلانی در عراق نشان داده می‌شود که در حالیکه شمشیر از غلاف بیرون می‌کشد، با فریاد «الله اکبر! الجهاد فی سبیل الله!» قول کشتن آمریکاییان، انگلیسها، و «یهودیان خوک صفت» را می‌دهد.

## استقبال و نقد
برخی جراید (همانند شیکاگو تریبون) این فیلم را صرفاً یک پروپاگاندای اسلام ستیز معرفی کردند. برخی دیگر نیز یادآور شدند که ایراد از اسلام نیست بلکه متهم اصلی تفکر افراطی برخی مسلمانان است.
از سوی دیگر برخی روزنامه‌ها نگاه پذیراتری به فیلم داشتند. در این میان، شارلوت آبزرور (از شهر شارلوت در کارولینای شمالی) در نقد فیلم اذعان داشت:
این فیلم جای تامل دارد، چرا که اگر تز محوری این فیلم حقیقت داشته باشد، بی شک این فیلم را هولناک ترین فیلم قرن ۲۱ باید دانست.